# Pierre Dansereau
Pierre Dansereau (Outremont, 5 de outubro de 1911 — 28 de setembro de 2011) foi um agrônomo e botânico canadense reconhecido como um dos mais influente ecólogos do século XX, nasceu em Outremont, Quebec.
Formado em agronomia, obteve um doutorado em botânica na Universidade de Genebra, Suíça, em 1939, sob a orientação de Josias Braun-Blanquet. Em 1945 e 1946 lecionou em universidades do Brasil, a convite do governo brasileiro, colaborando ainda com o Conselho Nacional de Geografia.
Tornou-se diretor-assistente do New York Botanical Garden em 1961. Lecionou Botânica, Geografia e Ecologia nas universidades de Michigan (em Ann Arbor), Vermont, Stanford e Columbia, nos EUA; de Waterloo e McGill, no Canadá; de Porto Rico; e de Lisboa, em Portugal. Em 1968 foi eleito vice-presidente da Ecological Society of America e membro do Conseil des Sciences du Canada.[carece de fontes?]
Executou missões de consultoria científica em vários países da América Latina (Brasil, Argentina, Venezuela, México, Nicarágua). Desde 1971 exerce as funções de Professor Emérito vinculado ao Institut des Sciences de l'Environnement da Universidade do Quebec em Montreal.[carece de fontes?]